# Аккала (Сайрамский район)
Аккала (каз. Аққала) — село в Сайрамском районе Туркестанской области Казахстана. Входит в состав Манкентского сельского округа. Находится примерно в 11 км к юго-востоку от районного центра, села Аксукент. Код КАТО — 515267200.

## Население
В 1999 году население села составляло 1528 человек (773 мужчины и 755 женщин). По данным переписи 2009 года, в селе проживал 1961 человек (1004 мужчины и 957 женщин).